# Georg Friedrich Louis Thomas
Georg Friedrich Louis Thomas (* 22. Januar 1838 in Möckern (Leipzig); † 24. Februar 1907 in Freiburg im Breisgau), auch Ludwig Thomas,  war ein deutscher Mediziner.

## Leben
Thomas besuchte bis 1855 die Thomasschule zu Leipzig. Von 1855 bis 1860 studierte er Medizin an der Universität Leipzig. Er promovierte sich 1860 zum Dr. med. mit der Dissertation Nonnulla de albuminuria und habilitierte sich 1864 in Innerer Medizin.
Er war Privatdozent und außerordentlicher Professor für Innere Medizin in Leipzig. Von 1867 bis 1907 war er ordentlicher Professor für Heilmittellehre an der Albert-Ludwigs-Universität Freiburg.
1860 wurde er Assistenzarzt an der Chirurgischen Klinik der Universität Rostock und 1861 am Universitätsklinikum Leipzig. Ab 1865 war er Direktor der Distriktspoliklinik in Leipzig und ab 1867 der Poliklinik Freiburg im Breisgau. 1887 gründete er das Hilda-Kinderhospital ebenda.
Er war Geheimer Hofrat und Mitglied im Freiburger Bürgerausschuss.